# Assemblea della Guyana francese
L'Assemblea della Guyana Francese è l'assemblea deliberativa della collettività territoriale unica della Guyana francese (CTG). Sostituisce il consiglio regionale e il consiglio generale della Guyana francese dal 2015.

## Storia
Il 10 gennaio 2010 gli elettori della Guyana respingono con referendum la creazione di una collettività unica soggetta all'articolo 74 della Costituzione poi, con un secondo referendum il 24 gennaio, approvano la creazione di una collettività territoriale unica. Come previsto dall'articolo 73 della Costituzione, la creazione della collettività unica presuppone la scomparsa delle due collettività fino ad allora presenti e delle rispettive assemblee: il Consiglio regionale della Guyana francese e il Consiglio generale della Guyana francese.
Quest’ultima, come la Martinica (CTM), è stata creata dall'adozione di una legge organica e di una legge ordinaria del 27 luglio 2011. Inizialmente prevista per il marzo 2015, la prima elezione dell'assemblea della Guyana è stata rinviata contemporaneamente alle elezioni regionali a dicembre 2015 da una legge del 2013.

## Metodo di voto
L'assemblea della Guyana francese è composta da 51 membri.  Sono eletti per sei anni contemporaneamente ai consiglieri regionali e sono rieleggibili.
Il sistema di voto è simile a quello utilizzato per le elezioni regionali, ovvero un sistema di liste proporzionali a due turni con premio di maggioranza. Il territorio è suddiviso in otto sezioni elettorali.
Al primo turno, se una lista ottiene la maggioranza assoluta dei voti espressi a livello di collettività, riceve un premio di 11 seggi distribuiti tra le otto sezioni ei restanti seggi sono assegnati in ciascuna sezione a tutte le liste che hanno ricevuto almeno il 5 % di voti espressi a livello di collettività. Nel caso in cui nessuna lista ottenga la maggioranza assoluta, si procede ad un secondo turno al quale possono partecipare le liste che abbiano ottenuto almeno il 10% dei voti espressi. Le liste che hanno ottenuto almeno il 5% dei voti espressi possono essere accorpate ad una lista qualificata.
Al secondo turno la lista risultata prima al secondo turno riceve il premio di 11 seggi ei restanti seggi sono assegnati a tutte le liste che abbiano ottenuto almeno il 5% dei voti espressi.

## Composizione

### Esecutivo
L'esecutivo della Collettività territoriale della Guyana francese (CTG) è formato dal presidente dell'assemblea della Guyana, assistito dai vicepresidenti. A differenza della collettività territoriale unica della Martinica, non esiste un consiglio esecutivo separato dall'assemblea.
Il presidente dell'assemblea della Guyana francese è eletto da quest'ultimo nella prima riunione dopo ogni rinnovo. Viene eletto a maggioranza assoluta dei componenti nei primi due turni del ballottaggio, a maggioranza relativa se è necessario un terzo turno.